# Vitrumidae
Vitrumidae zijn een familie van zakpijpen (Ascidiacea) uit de orde van de Aplousobranchia.
De familie omvat één soort: Vitrum mjoebergi (Hartmeyer, 1919)

## Geslachten
- Vitrum Kott, 2009